# Mergelgrube bei Hannover
Mergelgrube bei Hannover ist der Name eines Natura 2000-Gebietes (nach der FFH-Richtlinie der EU) in der Stadt Hannover in Niedersachsen. Mit Wirkung vom 8. Juli 2016 wurde die Mergelgrube als Naturschutzgebiet „Mergelgrube bei Hannover (HPC I)“ ausgewiesen.

## Geographie
Das FFH-Gebiet Mergelgrube bei Hannover liegt trotz seines Namens in der Stadt Hannover. Es befindet sich südlich des Stichkanals Misburg im 1974 eingemeindeten Stadtteil Misburg als die vor etwa 50 Jahren stillgelegte Mergelgrube HPC I der Hannoverschen Portland-Cementfabrik.

## Beschreibung

Mergelgrube HPC I in Hannover-Misburg im November 2008

Die über 100 Jahre alte und 30 bis 40 m tiefe Mergelgrube liegt seit fast 50 Jahren still. Zwischenzeitlich aufgeforstete Pappeln wurden entfernt und das Gelände durch Wege, Treppen und eine Aussichtskanzel für Besucher erschlossen. Durch eine Pumpe wird das Volllaufen der Grube verhindert, so dass sich am Grubenboden die früher für die einstige Landschaft Seckbruch nordöstlich von Hannover typische Flora und Fauna zeigt. Wegen des erhöhten Salzgehalts des Mergels kommen aber auch küstenbewohnende Arten vor. Zählungen ergaben das Vorkommen von 45 laut der Roten Liste gefährdeten Pflanzenarten, darunter zwei seit 1897 in Niedersachsen verschollene. Das Bundesamt für Naturschutz nennt das Vorkommen von kalkreichen Sümpfen und Stillgewässern im Komplex mit verschiedener Pioniervegetation. Im Jahr 2014 führten Rodungen am Rand der Mergelgrube zu Befürchtungen des hannoverschen Naturschutzbeauftragten, die Grube solle wie von einer Firma beantragt mit Bauschutt oder Erdaushub verfüllt werden.

## Schutzmaßnahmen

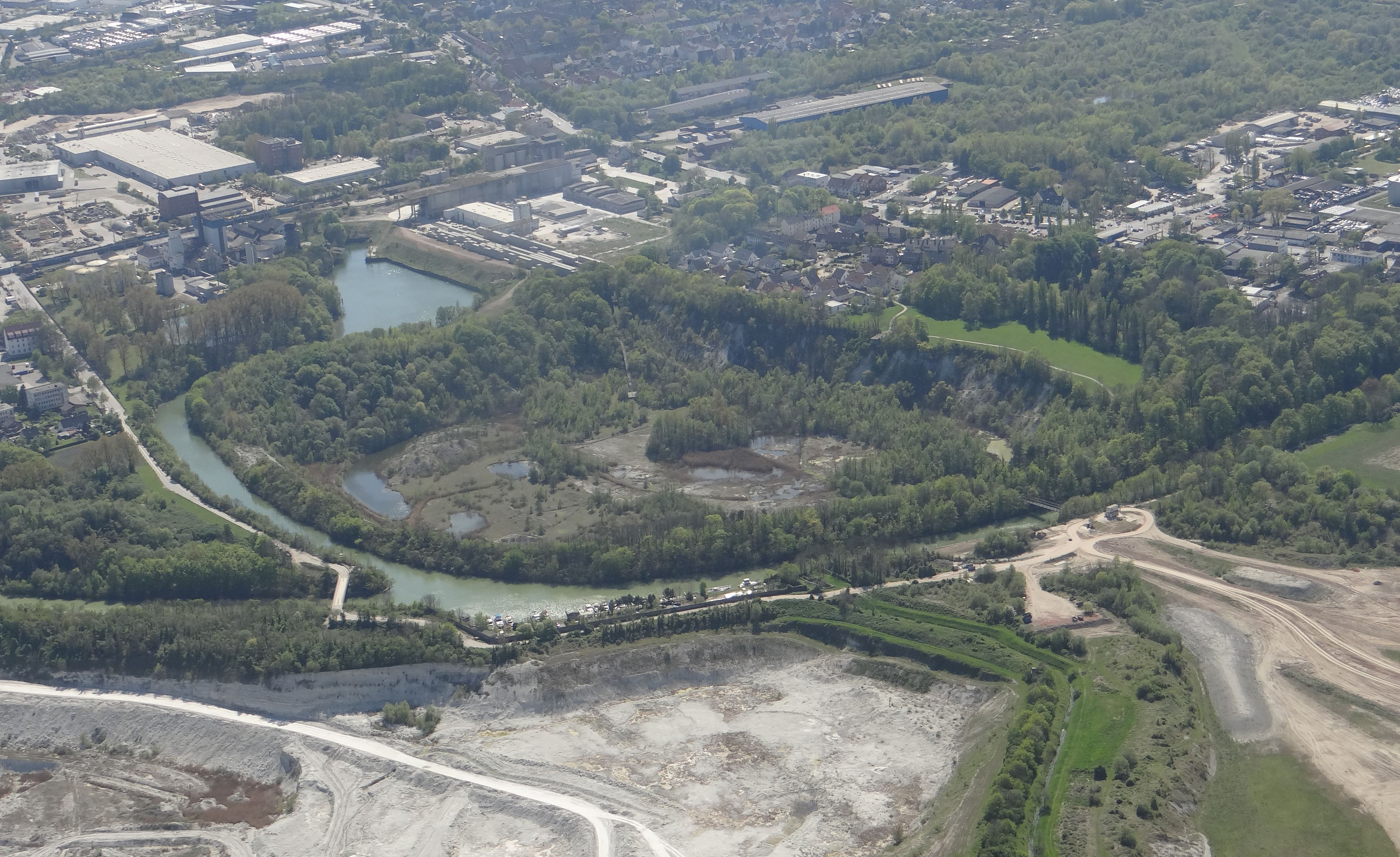
Luftbild der Mergelgrube HPC I mit dem Stichkanal, 2016

Vorgesehene Schutzmaßnahmen sind die Offenhaltung der Gräben und Flachgewässer sowie das Freihalten von Magerrasen und Rohbodenstandorten. Dazu gehört auch das Verhindern von starker Röhricht- und Gehölzausbreitung und das kleinräumige Abschieben von Oberboden um der Nährstoffanreicherung entgegenzuwirken. Für die weitere Schutzwürdigkeit der Mergelgrube ist das fortgesetzte Abpumpen von Wasser erforderlich.

## Sonstiges
Die später von der gleichen Firma genutzte und für Besucher mittels einer Brücke erreichbare Mergelgrube HPC II nördlich des Stichkanals Misburg ist als Geotop geschützt, wird zum Teil mit Erdaushub verfüllt und soll danach zu einem Badesee werden.

## Belege
1. ↑  
Landschaftsrahmenplan der Region Hannover. Stand 2013. (PDF; 16,4 MB) Region Hannover. Fachbereich Umwelt. Team Naturschutz 36.04, 36.05 AG Landschaftsrahmenplan, S. 511–514, abgerufen am 13. Mai 2015.
2. ↑  
Verordnung über das Naturschutzgebiet „Mergelgrube bei Hannover (HPC I)“ in der Landeshauptstadt Hannover, Region Hannover (Naturschutzgebietsverordnung „Mergelgrube bei Hannover (HPC I)“ – NSG-HA 205). (PDF; 49 kB) Region Hannover. Fachbereich Umwelt, abgerufen am 11. August 2016.
3. 1 2  
Dieter Nußbaum: Die Mergelgrube in Hannover-Misburg. (PDF; 481 kB) Landeshauptstadt Hannover Fachbereich Umwelt und Stadtgrün, 2013, abgerufen am 28. Februar 2016.
4. ↑  
BFN-Steckbrief: Natura-2000-Gebiet Mergelgrube bei Hannover
5. ↑  
Sorge um Misburger Mergelgrube. neuepresse.de, 6. März 2014, abgerufen am 28. Februar 2016.
6. ↑  
NSG – Planungsraum Geest-Ost in Landschaftsrahmenplan der Region Hannover. Stand 2013. (PDF; 16,4 MB) Region Hannover. Fachbereich Umwelt. Team Naturschutz 36.04, 36.05 AG Landschaftsrahmenplan, S. 549, abgerufen am 13. Mai 2015.